# Witzleben
Witzleben település Németországban, azon belül Türingiában. Lakosainak száma 622 fő (2023. december 31.).

## Népesség
A település népességének változása:
| Lakosok száma | 628  | 615  | 631  | 628  | 622  |
|               | 2017 | 2019 | 2021 | 2022 | 2023 |